# Charles Maurras
Charles Maurras (Martigues, 20 de abril de 1868-Tours, 16 de noviembre de 1952) fue un político, poeta y escritor francés, principal referente e ideólogo de Acción Francesa, un movimiento político de cuño monárquico, autoritario de derechas y contrarrevolucionario. El pensamiento de Maurras, a veces resumido en su noción de «nacionalismo integral», estaba impregnado de un intenso antisemitismo. Teórico político y de gran influencia intelectual en la Europa de principios del siglo XX, sus opiniones influyeron en varias ideologías de extrema derecha del siglo XX y XXI; también prefiguraron algunas de las ideas del fascismo.

## Biografía
Charles Marie Photius Maurras nació el 20 de abril de 1868 en Martigues, en el sur de Francia, y creció en un ambiente católico y monárquico. Se quedó casi completamente sordo a los 14 años. A los 17 años se trasladó a París, ciudad en la que trabajó para diversas publicaciones periódicas, incluida La Cocarde, una revista de aire republicano. Fue reportero durante los primeros Juegos Olímpicos de la era moderna, celebrados en Atenas en 1896.

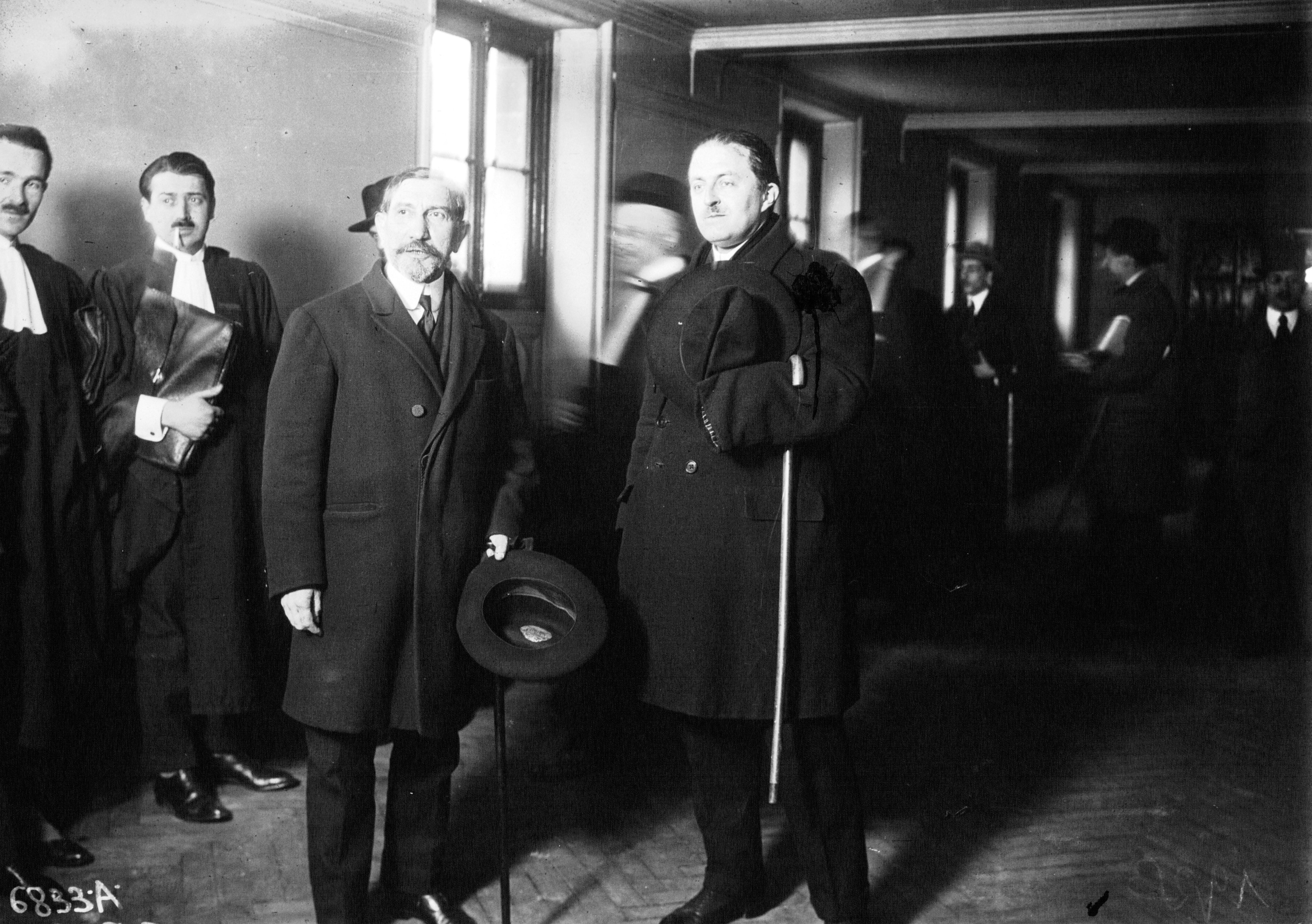
Maurras (izda.), junto a Maxime Réal del Sarte en 1923.

Su primera incursión relevante en asuntos políticos se produjo durante el Caso Dreyfus; en 1899 se unió a Acción Francesa, fundada el año anterior por Maurice Pujo y Henri Vaugeois. Maurras se vio pronto influenciado por el movimiento y consiguió convertir a Pujo y Vaugeois al monarquismo, que se convirtió en la principal causa a defender por Acción Francesa. Junto a Léon Daudet editó el periódico del movimiento, La Revue de l'Action française, que en 1908 se convirtió en un periódico diario bajo el nombre de L'Action Française.
Inspirado por su nacionalismo virulentamente antigermano, apoyó la entrada de Francia en la Primera Guerra Mundial aunque eso significase apoyar implícitamente al republicano Georges Clemenceau. Estallada la Segunda Guerra Mundial, en 1940 describió la ascensión del general Pétain al poder como una "sorpresa divina". Bajo la ocupación, sin embargo, también expresó opiniones contrarias tanto a los colaboracionistas de París como a los "disidentes" que actuaban en Londres. Más tarde declaró que creía que Pétain estaba jugando a un "doble juego", trabajando en secreto para conseguir la victoria de los aliados. Tanto Pétain como De Gaulle estuvieron influidos por la filosofía de Maurras anterior a la guerra. Fue arrestado en septiembre de 1944 y condenado a muerte por colaboracionista. La pena se conmutó por cadena perpetua, privación de las libertades civiles y la expulsión de la Academia francesa. Su respuesta fue: "C'est la revanche de Dreyfus!" ("¡Es la venganza de Dreyfus!"). En 1952, se le trasladó desde la prisión hasta una clínica en la que permaneció internado bajo vigilancia. Murió en ese hospital el 16 de noviembre de 1952. Poco antes de morir, retornó al catolicismo.

## Ideas políticas

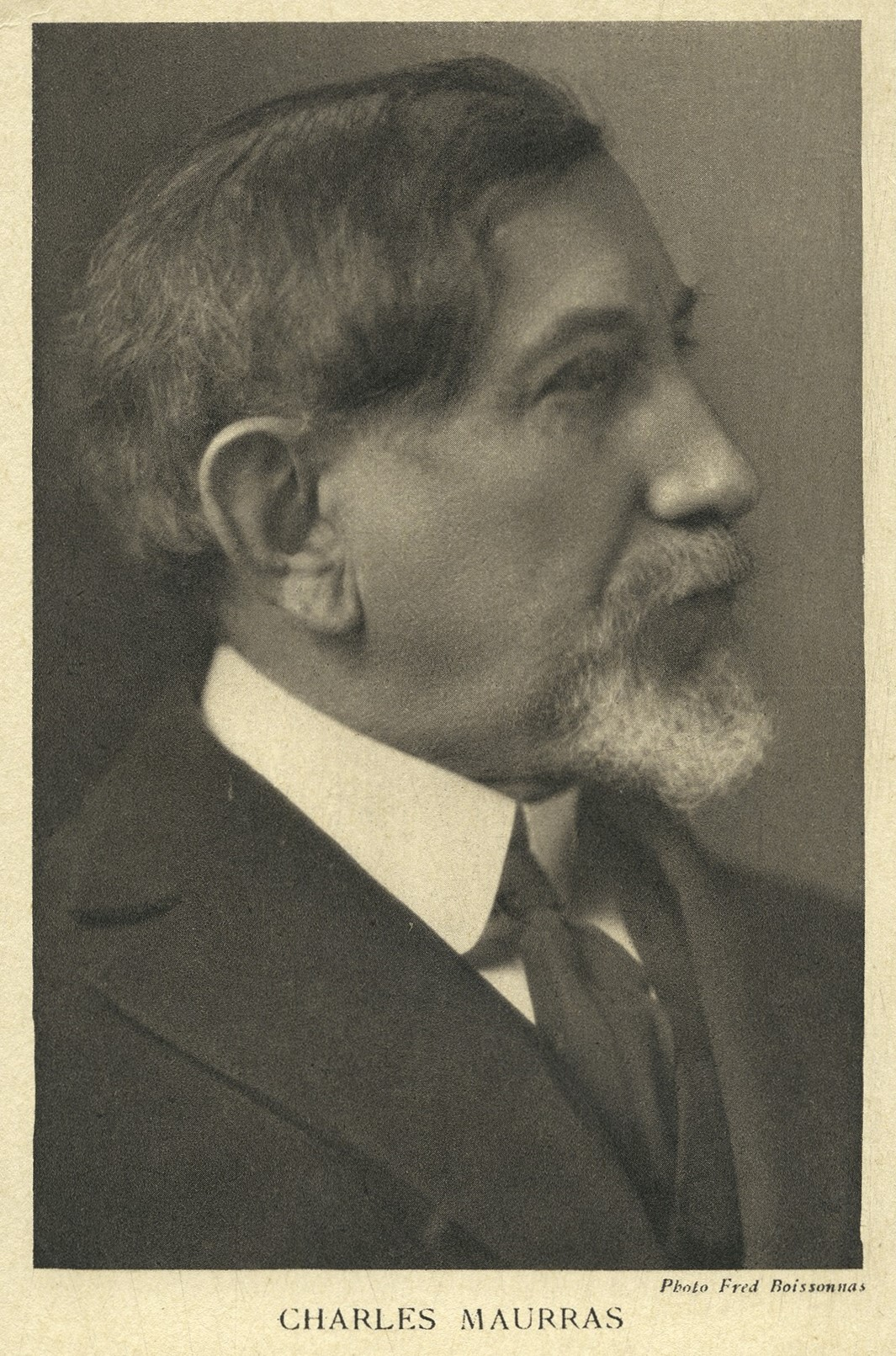
Fotografiado hacia 1925 por Frédéric Boissonnas.

El ideario político de Maurras se centraba en un intenso nacionalismo (que él mismo describió como "nacionalismo integral") y en la creencia de una sociedad ordenada y elitista. Fue el principal referente e ideólogo de Action Française (Acción Francesa), un movimiento político que era monárquico, antisemita, antiparlamentarista y contrarrevolucionario. Maurras también criticó el Estatuto de 1940 sobre los judíos del régimen de Vichy por ser demasiado moderado. Aprobó el programa reaccionario de Vichy de una Révolution Nationale (Revolución Nacional), que en buena medida se inspiraba en sus tesis políticas.
Agnóstico admirador del positivismo comtiano, apoyó sin embargo a la Iglesia como institución autoritaria, sin implicar ello ningún interés en la doctrina de esta. Defensor de la monarquía como sistema, consideraba a la República como una suerte de «Anti-Francia».
Sus bases para ser monárquico se dieron al comparar los logros de la monarquía junto a los de los gobiernos democráticos, que habían traído desgracias a Francia como la invasión de Alemania en parte de sus territorios. También tuvo simpatías con la Iglesia católica (la mayor parte de su vida se declaró agnóstico y nunca tuvo una especial lealtad hacia la casa Borbón-Orleans).
Como muchos otros europeos de su época, se vio encantado con la idea de la decadencia, parcialmente inspirada por las lecturas de Ernest Renan y de Hippolyte Taine. Sentía que Francia había perdido su "grandeza" durante la revolución de 1789, grandeza heredada de sus raíces romanas y desarrollada por "40 reyes que en un millar de años crearon a Francia". Según escribió Maurras en el periódico Observateur français, la revolución no fue más que una revuelta negativa que destruyó todo el trabajo.
Su visión de la religión fue también diferente. Apoyó a la Iglesia católica ya que estaba íntimamente ligada a la historia de Francia y porque su estructura jerárquica y su élite clerical eran la imagen perfecta de su sociedad ideal. Sin embargo, menospreció los evangelios. En realidad, fue un defensor del catolicismo sin su cristianidad, suponiendo que esto fuera posible.
Su agnosticismo preocupó a una parte de la jerarquía católica y en 1926 el papa Pío XI colocó algunos de sus escritos en la lista de libros prohibidos por la Iglesia. Esto significó una gran conmoción para algunos de sus seguidores, que incluían un número considerable de miembros del clero francés. A su vez, al año siguiente era excomulgado por la Santa Sede. La condena al diario Acción Francesa se levantó el 10 de julio de 1939 bajo el papado de Pío XII, un año después de que Maurras hubiera sido elegido para la Academia Francesa, continuando en el Índice las otras siete obras de Maurras ya condenadas trece años atrás.
Maurras estuvo en contra de la expansión colonial impulsada por los gobiernos republicanos por desviar la venganza contra Alemania y dispersar sus fuerzas. Además, criticó la política jacobina y republicana de asimilación que buscaba imponer la cultura francesa a pueblos con sus propias culturas. Eso explicó por qué élites de pueblos colonizados apoyaron a Maurras, como el argelino Ferhat Abbas que fundó la Acción Argelina o Hachemi Cherief que se volvió el consejero jurídico de Mohammed V y abogado de Ben Bella.
Sin embargo, después de la Segunda Guerra Mundial, Maurras criticó la liquidación del imperio colonial francés por ser perjudicial a los intereses de Francia y a los de pueblos colonizados.

## La influencia de Charles Maurras

### En Francia
Su influencia sobre los intelectuales franceses
Charles Maurras disfrutó de una gran influencia sobre la vida intelectual francesa; inició varias aventuras intelectuales y literarias. Numerosos escritores y políticos estaban inspirados en sus tesis, sin necesariamente decirlo. En 1908, sus seguidores se reagruparon alrededor a un periódico que se llamaba Revue Critique des idéees et des livres que fue hasta 1914 rival de la NRF de André Gide. Este periódico defendió la idea de un “clasicismo moderno”, se abrió notablemente a teorías nuevas de Henri Bergson y Georges Sorel y formó una nueva generación de críticos e historiadores. Durante la época de entreguerras, la experiencia de la Revue Critique des idées et des livres continuó en varios periódicos: Revue Universelle, Latinité, Réaction pour l'ordre, La revue du siècle...
Antes de la condena del papa, el democristiano Jacques Maritain fue cercano de Maurras. Escribió Une opinion sur Charles Maurras ou Le Devoir des Catholiques donde criticó la democracia. A propósito del psicoanálisis, Elisabeth Roudinesco muestra que Maurras constituyó una etapa en la génesis de pensamiento de Jacques Lacan. Lacan se encontró personalmente con Maurras y participó en reuniones de l'Action française. Lacan heredó de Maurras una herencia positivista, la idea de que la sociedad se compone más de familias que de individuos, la preferencia del tiempo largo sobre acontecimientos puntuales, la inutilidad de convulsiones revolucionarias y la importancia primordial del lenguaje. Además, Edouard Pichon, que fue el maestro de Françoise Dolto, hizo del pensamiento de Maurras el eje de su lucha para constituir un freudismo francés. En el ámbito literario, el clima patriótico de la Primera Guerra Mundial y el prestigio de Charles Maurras hicieron que su periódico L'Action française fuera leído por varios intelectuales como Henri Ghéon, Alfred Drouin, Marcel Proust, André Gide, Augustin Cochin, Auguste Rodin y Guillaume Apollinaire. La década de 1920 corresponde al apogeo literario de Maurras, lo que se traduce en el retrato que fue publicado por Albert Thibaudet en la serie “30 años de vida francesa” en la NRF. Este documento es una fuente importante para aclarar la parte superior del pensamiento y de la obra de Maurras, la parte que escapa del discurso polémico y partisano.
Maurras influyó vivamente en los estudiantes y la juventud intelectual de la entreguerra como Pierre Messmer, Edgar Faure, Edmond Michelet, François Léger y Michel Déon.
Maurras y De Gaulle
El padre de Charles de Gaulle leyó L'Action française y discutió con el conde de París la posibilidad de una restauración de la realeza. Antes de la Segunda Guerra Mundial, parece que Charles de Gaulle fue influido por el periódico de Maurras. En efecto, en 1924, de Gaulle le dedicó su obra La discorde chez l'Ennemi a Maurras testimoniando sus “respetuosos homenajes”.
Durante la primavera de 1934, bajo la égida del círculo Fustel de Coulanges (una vitrina de la Acción francesa), de Gaulle pronunció una serie de conferencias en la Sorbona. De Gaulle sabía que la Acción Francesa constituía un aliado atento; el primero de junio de 1934, el periódico consagró un artículo elegido para el texto de De Gaulle, Vers l'armée de métier que defendía el principio de un ejército profesional muy competente y móvil. Este ejército se superpondría al ejército conscripto.
En 1940, la nominación al grado de general de Charles de Gaulle provocó la jubilación de Charles Maurras; Maurras afirmó que había querido quedar discreto con respeto a De Gaulle para no comprometerle.
Según Paul Reynaud, que encontró durante su cautiverio en Alemania a la hermana del general, De Gaulle tuvo presente a Maurras en los acuerdos de Múnich. A través de estos acuerdos, firmados el 30 de septiembre de 1938, los franceses y los británicos entregaron a Hitler Checoslovaquia para evitar una nueva guerra. Por consecuencia, el dictador alemán fue convencido de que podría hacer lo que quisiera. Además, Charles Maurras influyó en el mariscal Pétain. Maurras dijo cuando Pétain llegó al poder que es “una divina sorpresa”.
Charles de Gaulle dijo a propósito de Maurras que “es un hombre que se volvió loco a fuerza de tener razón”. En la liberación francesa, de Gaulle se interesó por el destino de Maurras; de hecho intervino para que Maurras no pasara enfrente de la corte de justicia de Lyon sino de la de Alta Corte, conocida por ser más indulgente.

### En el extranjero
Maurras y Acción Francesa alcanzaron una gran influencia a nivel mundial sobre diferentes pensamientos en torno a un nacionalismo contrarrevolucionario. En Gran Bretaña, Maurras fue admirado por varios escritores, filósofos, universitarios y directores de periódico, como Huntley Carter, T. S. Eliot o T. E. Hulme. Desde el Vaticano, Pío X simpatizó con sus ideas («defiende el principio de autoridad, defiende el orden», sostenía en su favor), calificándolo de «un buen defensor de la Santa Sede y de la Iglesia». Por su parte, en 1926 el papa Pío XI clasificó ciertos escritos de Maurras en la sección “obra prohibida” y condenó la lectura del periódico L'Action française. Esta condena supuso un gran choque para los seguidores de Maurras; en Gran Bretaña, desvió del catolicismo a seguidores de la High Church y T. S. Eliot se convirtió al anglicanismo. En México existieron también seguidores de Maurras como Jesús Guisa y Azevedo, apodado “el pequeño Maurras” y el historiador Carlos Pereyra. El pensamiento maurrasiano se hizo notar en España en autores e intelectuales como Azorín, José María Salaverría, Eugenio D'Ors, Víctor Pradera, Antonio Goicoechea, o Álvaro Alcalá-Galiano, y, asimismo, influyó también en movimientos políticos como el maurismo. Sus ideas conocieron también detractores, como José Ortega y Gasset, Manuel Azaña y Miguel de Unamuno e, incluso, buena parte del catolicismo español. También existió un movimiento monárquico inspirado en buena parte por Acción Francesa llamado Acción Española, que publicó la revista del mismo nombre durante la Segunda República. En Perú, el marqués de Montealegre de Aulestia, un pensador reaccionario, admiró la doctrina monárquica de Maurras. En Argentina, los militares Juan Carlos Onganía y Alejandro Agustín Lanusse, así como los dominicanos Antonio Imbert Barrera y Elías Wessin y Wessin fueron influenciados por el intelectual francés. En Portugal, el dictador Antonio de Oliveira Salazar, que gobernó el país de 1932 a 1968, sintió admiración por Maurras. A la muerte del intelectual en 1952, expresó sus condolencias. En Nicaragua, el poeta Luis Alberto Cabrales, quien lo conoció en Francia, creó el Movimiento de Vanguardia de Nicaragua, junto a José Coronel Urtecho.

## Obras
| - 1889 : Théodore Aubanel - 1891 : Jean Moréas - 1894 : Le Chemin du Paradis, mythes et fabliaux - 1896–1899 : Le voyage d'Athènes - 1898 : L'idée de décentralisation - 1899 : Trois idées politiques : Chateaubriand, Michelet, Sainte-Beuve - 1900 : Enquête sur la monarchie - 1901 : Anthinéa : d'Athènes à Florence - 1902 : Les Amants de Venise, George Sand et Musset - 1905 : L'Avenir de l'intelligence - 1906 : Le Dilemme de Marc Sangnier - 1910 : Kiel et Tanger - 1912 : La Politique religieuse - 1914 : L'Action Française et la Religion Catholique - 1915 : L'Étang de Berre - 1916 : Quand les Français ne s'aimaient pas - 1916–1918 : Les Conditions de la victoire, 4 volúmenes - 1921 : Tombeaux - 1922 : Inscriptions - 1923 : Poètes - 1924 : L'Allée des philosophes - 1925 : La Musique intérieure - 1925 : Barbarie et poésie - 1927 : Lorsque Hugo eut les cent ans - 1928 : Le prince des nuées - 1928 : Un débat sur le romantisme - 1928 : Vers un art intellectuel - 1928 : L'Anglais qui a connu la France - 1929 : Corps glorieux ou Vertu de la perfection - 1929 : Promenade italienne - 1929 : Napoléon pour ou contre la France - 1930 : De Démos à César - 1930 : Corse et Provence - 1930 : Quatre nuits de Provence - 1931 : Triptyque de Paul Bourget - 1931 : Le Quadrilatère - 1931 : Au signe de Flore - 1932 : Heures immortelles | - 1932-1933 : Dictionnaire politique et critique, 5 volúmenes - 1935 : Prologue d'un essai sur la critique - 1937 : Quatre poèmes d'Eurydice - 1937 : L'amitié de Platon - 1937 : Jacques Bainville et Paul Bourget - 1937 : Les vergers sur la mer - 1937 : Jeanne d'Arc, Louis XIV, Napoléon - 1937 : Devant l'Allemagne éternelle - 1937 : Mes idées politiques - 1937 : La Dentelle du Rempart - 1940 : Pages africaines - 1941 : Sous la muraille des cyprès - 1941 : Mistral - 1941 : La seule France - 1942 : De la colère à la justice - 1943 : Pour un réveil français - 1944 : Poésie et vérité - 1944 : Paysages mistraliens - 1944 : Le Pain et le Vin - 1945 : Au-devant de la nuit - 1945 : L'Allemagne et nous - 1947 : Les Deux Justices ou Notre J'accuse - 1948 : L'Ordre et le Désordre - 1948 : Maurice Barrès - 1948 : Une promotion de Judas - 1948 : Réponse à André Gide - 1949 : Au Grand Juge de France - 1949 : Le Cintre de Riom - 1950 : Mon jardin qui s'est souvenu - 1951 : Tragi-comédie de ma surdité - 1951 : Vérité, justice, patrie (con Maurice Pujo) - 1952 : À mes vieux oliviers - 1952 : La Balance intérieure - 1952 : Le Beau Jeu des reviviscences - 1952 : Le Bienheureux Pie X, sauveur de la France - 1953 : Pascal puni (publicado de forma póstuma) - 1958: Lettres de prison (1944–1952) (publicado de forma póstuma) - 1966: Lettres passe-murailles, correspondance échangée avec Xavier Vallat (1950–1952) (publicado de forma póstuma) |